# Salvador Mata
Salvador Mata Pérez nacido en Villamuriel de Campos (Valladolid) el 9 de noviembre de 1951, es un arquitecto y profesor universitario español especialista en restauración monumental y arquitectura del I+D+I.

## Trayectoria
Salvador Mata inició sus estudios de Arquitectura en Valladolid en 1968, aunque los abandonó en el año 1972 para trabajar en una empresa de arquitectura industrializada en el norte de África. Retomó su carrera académica cinco años más tarde en la Escuela Técnica Superior de Arquitectura de Valladolid,  donde se formó con los profesores José Ignacio Linazasoro y Simón Marchán Fiz. Obtuvo el título de Arquitecto en 1982, doctorándose en la misma institución.
Desde 1984 ha sido profesor de la Escuela Técnica Superior de Arquitectura de Valladolid, trabajando inicialmente como ayudante de José Ignacio Linazasoro. Junto a él compartió la dirección de los trabajos de reconstrucción de la Iglesia de Santa Cruz (Medina de Rioseco), obra que supuso un hito conceptual en la entonces incipiente experiencia restauratoria de arquitectura monumental en España. Por esos mismos años fue redactor y director del proyecto de intervención en la Iglesia de San Cipriano (San Cebrián de Mazote), que obtiene numerosos premios y un reconocimiento en el ámbito científico orientado a la ejecución de “estucos y fingidos arquitectónicos“ temática sobre la que elabora varios libros y publicaciones en congresos, junto a expertos como el profesor Ignacio Garate y el estucador Oriol García.
Su primer estudio de arquitectura fue fundado en el año 1983 con el también arquitecto Alfonso Basterra Otero en Valladolid. En el año 2001 decide centrar su carrera en la arquitectura de la salud y de los centros de investigación creando la oficina "Mata y Asociados arquitectos". 
Dentro de su labor docente e investigadora en la Escuela de Arquitectura de Valladolid pueden destacarse los trabajos llevados a cabo con los catedráticos Simón Marchán Fiz y Luis Moya González sobre "Cartografía Histórica de la ciudad de Valladolid" que culminaron con la elaboración de un Atlas Cartográfico de la Ciudad de Valladolid, que sigue siendo hoy día, una obra de consulta imprescindible para el conocimiento y comprensión de la formación de la ciudad.  A partir de 1989 el Colegio de Arquitectos de Valladolid le encarga junto al profesor Javier Rivera Blanco la dirección de la colección “Arquitecturas de Valladolid”. Junto al también arquitecto Enrique de Teresa ha realizado un estudio sobre la vivienda social de Valladolid.
Salvador Mata ha impartido conferencias sobre arquitectura en la península ibérica y también en Latinoamérica, recibiendo Premios y menciones por su trabajos diversos a lo largo de su trayectoria en España y Estados Unidos.

## Obra
Su actividad profesional, que compatibiliza con su actividad en el ejercicio de la docencia universitaria, presenta dos etapas diferenciadas:
- La primera (1982-1998) se vuelca sobre la temática de la Restauración Monumental y de la arquitectura civil, destacando, además de las ya citadas, diversas intervenciones en las iglesias de Las Angustias en Valladolid, San Pedro en Berrueces, San Miguel en Villalón de Campos o Nuestra Señora en Olmillos de Sasamón; así como en varios edificios de carácter civil en los cascos históricos de Valladolid o Medina de Rioseco.

- En la segunda etapa (desde 1999) sus intereses profesionales se inclinan hacia la arquitectura del I+D+I participando en numerosos proyectos de ámbito científico-sanitario, destacando la autoría del Instituto de Biología y Genética Molecular (IBGM) de la Universidad de Valladolid,[3]  del Instituto de Biología Funcional y Genómica del CSIC en Salamanca[4] o de los Animalarios de la Universidad de León; los centros de salud  de Zaratán (Valladolid) o Bermillo de Sayago (Zamora); así como el Hospital Campo Grande de Valladolid (junto a Alfonso Basterra), la rehabilitación de la Clínica Santa Elena de Madrid y la inconclusa ampliación y reforma del Hospital Clínico Universitario de Valladolid[5] (junto a Pardo+Tapia arquitectos).

Su oficina es responsable también del Centro de Visitantes de los yacimientos de la sierra de Atapuerca ubicado en dicho emplazamiento, resultando galardonado como finalista en los IX Premios de Arquitectura de Castilla y León.

## Actividad docente e investigadora
Su actividad docente e Investigadora se desarrolla paralelamente a su producción arquitectónica. Ha sido miembro de la Comisión Provincial de Patrimonio de Valladolid y profesor del Curso Master de Restauración de la Escuela de Arquitectura de Valladolid. Vinculado al Centro Internacional para la Conservación del Patrimonio, ha sido invitado como conferenciante en la Universidad de La Laguna, La Universidad de La Habana (Cuba) y la Universidad Nacional de Rosario (Argentina) en cursos y seminarios  relacionados con esta misma temática. Desde el curso 2003-04 es además profesor invitado de la Escuela Técnica Superior de Arquitectura de Navarra, impartiendo la asignatura obligatoria de “Técnicas de Restauración”. 
Dentro de la Escuela de Arquitectura de Valladolid, más allá de la coordinación de  la Asignatura de “Proyectos Arquitectónicos Integrales” incluida dentro del  Programa Máster de Arquitectura, ha dirigido el Primer curso sobre “Arquitectura, Ciudad y Salud” y participa activamente en el desarrollo de varios proyectos de investigación sobre arquitectura I+D+I, presentando recientemente algunos de sus resultados en la International Conference on Engineering de la Universidad Beira Interior de Portugal. 
Adscrito a la Organización “ Salud sin Daño” prepara en la actualidad diferentes comunicaciones de ámbito internacional sobre la relación entre arquitectura y salud.

## Escritos de Salvador Mata
- Salvador Mata Pérez, “Estucados, marmoleados y fingidos arquitectónicos en la restauración de San Cebrián de Mazote”. En: "Conservación y restauración. El patrimonio cultural de Castilla y León", Valladolid, Junta de Castilla y León, 1987
- Salvador Mata Pérez, "La restauración  de la iglesia Mozárabe de San Cebrián de Mazote (Valladolid)". En: "Actuacions en el patrimoni edificat: la restauració de l'arquitectura dels segles IX i X", Barcelona, Diputació Provincial, 1991
- Salvador Mata Pérez et. al., "Cartografía Histórica de la ciudad de Valladolid", Valladolid, Colegio Oficial de Arquitectos, 1991
- Salvador Mata Pérez et. al., "Arquitecturas de Valladolid: Tradición y Modernidad", Valladolid, Ayuntamiento de Valladolid, 1991
- Salvador Mata Pérez, "La restauración de un ambiente: iglesia Mozárabe de San Cebrián de Mazote (Valladolid)". En: Ignacio Represa Bermejo (coord.), "Restauración arquitectónica", Valladolid, Universidad de Valladolid, 1998
- Salvador Mata Pérez et. al., La vivienda social en Valladolid: 1880-1939. Documentos para una historia local de la vivienda, Valladolid, Ayuntamiento, 2015.
- Salvador Mata Pérez, "Arquitecturas de la salud y regeneración urbana". En: Salvador Mata Pérez (ed. lit.), "Arquitecturas Saludables". Madrid, Conarquitectura, 2015
- Salvador Mata Pérez y Javier Encinas Hernández, "La importancia de la implantación en las arquitecturas sanitarias. El caso del Hospital Clínico Universitario de Valladolid". En: Salvador Mata Pérez (ed. lit.), "Arquitecturas Saludables". Madrid, Conarquitectura, 2015
- Salvador Mata Pérez, "Módulo asistencial nómada (MAN). Un proyecto piloto de Módulo asistencial sanitario-nómada de carácter industrializado de pequeña escala y autosuficiente", Madrid, Nunc, 2015